# Сурский проезд
Су́рский проезд — улица в Москве в районе Выхино-Жулебино Юго-Восточного административного округа. Между Ферганской улицей и Сормовским проездом.
Протяжённость проезда около 380 метров, таким образом, это одна из самых коротких улиц, имеющих собственное название.

## Происхождение названия
Назван в 1995 году по реке Сура — крупному правому притоку Волги.

## Транспорт
Общественный транспорт по улице не ходит. Ближайшие станции метро — Юго-Восточная и Рязанский проспект.

## Инфраструктура
Промышленные предприятия.